# 질산 환원효소 (사이토크롬)
질산 환원효소 (사이토크롬)(영어: nitrate reductase (cytochrome)) (EC 1.9.6.1)는 다음과 같은 화학 반응을 촉매하는 효소이다.
2 페로사이토크롬 + 2 H+ + 질산  ⇄  2 페리사이토크롬 + 아질산

## 명명법
질산 환원효소 (사이토크롬)의 계통명은 페로사이토크롬:질산 산화환원효소(영어: ferrocytochrome:nitrate oxidoreductase)이다.
다음은 일반적으로 사용되는 다른 이름들이다.
- 호흡 질산 환원효소(영어: respiratory nitrate reductase)
- 벤질 비올로젠-질산 환원효소(영어: benzyl viologen-nitrate reductase)

## 같이 보기
- 환원효소